# 암흑가의 투캅스
암흑가의 투캅스(Fort Apache The Bronx)는 미국에서 제작된 다니엘 페트리 감독의 1981년 범죄, 드라마 영화이다. 폴 뉴먼 등이 주연으로 출연하였고 토머스 피오렐로 등이 제작에 참여하였다.

## 출연

### 주연
- 폴 뉴먼
- 에드워드 애스너

### 조연
- 켄 왈
- 대니 에일로
- 레이첼 티코틴
- 팜 그리어
- 캐슬린 벨러
- 티토 고야
- 미구엘 피네로
- 제이미 티렐리
- 랜스 구에시아
- 로니 클랜튼
- 클리포드 데이빗
- 설리 보야르
- 마이클 히긴스
- 릭 콜리티
- 얼빙 메츠먼
- 프랭크 아두
- 존 아퀴노
- 노먼 매트록
- 존 링
- 토니 디베네데토
- 테렌스 브래디
- 랜디 저진슨
- 폴 글리슨
- 다릴 에드워즈
- 도날드 페트리
- 토머스 A. 카린
- 도미닉 치아니즈
- 마이크 치체티
- 킴 델게도
- 다디 피네로
- 클레번트 데릭스
- 돌로레스 헤르난데즈
- 산토스 모랄레스
- 루스 라스트
- 조시 라벨로
- 길버트 루이스
- 리사 루머
- 글로리아 아이리자리
- 마누엘 E. 산티아고
- 실비아 쿠움바 윌리엄스
- 토머스 피오렐로
- 토니 드본
- 버니 레이첼

## 제작진
- 공동제작: 길 챔피온
- 공동제작: 메리 리 존슨
- 미술: 벤 에드워즈
- 세트: 윌리엄 캔필드
- 세트: 필립 스미스
- 의상: 존 박서
- 배역: 줄리엣 테일러

## 같이 보기
- 아파치요새